# Bradysia postrufescens
Bradysia postrufescens är en tvåvingeart som beskrevs av Werner Mohrig och Menzel 1990. Bradysia postrufescens ingår i släktet Bradysia och familjen sorgmyggor. Inga underarter finns listade i Catalogue of Life.